# Puerto General San Martín
Puerto General San Martín – miasto w Argentynie, położone we wschodniej części prowincji Santa Fe.

## Opis
Miejscowość została założona w 1889 roku. W mieście znajduje się węzeł drogowy-RP10, RP18, RN11 i RN175 i węzeł kolejowy. Obecnie Puerto General San Martín i San Lorenzo tworzy kompleks portowy nad rzeką Parana

## Atrakcje turystyczne
- Museo Estación Cullen[3] - Muzeum kolejnictwa,
- Linda Vista Park - Park miejski.

## Demografia
.